# Ruder-Weltmeisterschaften 1989
Die Ruder-Weltmeisterschaften 1989 wurden auf dem Bleder See in Jugoslawien (heute Slowenien) unter dem Regelwerk des Weltruderverbandes (FISA) ausgetragen. In 22 Bootsklassen wurden dabei Ruder-Weltmeister ermittelt. Die Finals fanden am 9. und 10. September 1989 statt.

## Ergebnisse
Hier sind die Medaillengewinner aus den A-Finals aufgelistet. Diese waren mit sechs Booten besetzt, die sich über Vor- und Hoffnungsläufe sowie Halbfinals für das Finale qualifizieren mussten. Die Streckenlänge betrug in allen Läufen 2000 Meter.

### Männer
| Bootsklasse                                  | Gold | Gold    | Silber | Silber  | Bronze | Bronze  |
| -------------------------------------------- | --- | ------- | --- | ------- | --- | ------- |
| Einer (M1x)                                  | Deutsche Demokratische Republik Thomas Lange | 6:58,14 | Tschechoslowakei Václav Chalupa | 7:01,05 | Sowjetunion Jüri Jaanson | 7:01,31 |
| Leichtgewichts-Einer (LM1x)                  | Niederlande Frans Göbel | 7:17,07 | Belgien Wim van Belleghem | 7:20,03 | BR Deutschland Alwin Otten | 7:21,80 |
| Doppelzweier (M2x)                           | Norwegen Rolf Thorsen Lars Bjønness | 6:23,40 | Niederlande Ronald Florijn Nico Rienks | 6:24,68 | Österreich Christoph Zerbst Arnold Jonke | 6:25,80 |
| Leichtgewichts-Doppelzweier (LM2x)           | Österreich Christoph Schmölzer Walter Rantasa | 7:03,33 | Spanien José María de Marco Pérez Fernando Climent Huerta | 7:03,53 | Tschechoslowakei Petr Kovac Tibor Groeppel | 7:04,68 |
| Doppelvierer (M4x)                           | Niederlande Hans Keldermann Koos Maasdijk Hermanus van den Eerenbeemt Rutger Arisz                                                                             | 6:03,99 | Italien Gianluca Farina Filippo Soffici Davide Tizzano Giovanni Calabrese                                                                                            | 6:04,26 | Schweden Per-Olof Claesson David Svensson Tommy Oesterlund Fredrik Hulten                                                                                           | 6:05,66 |
| Leichtgewichts-Doppelvierer (LM4x)           | BR Deutschland Peter Uhrig Jan Fischer Björn Gehlsen Thomas Melges                                                                                             | 6:04,78 | Schweiz Reto Fierz Philipp Felber Cirillo Ghielmetti Markus Gier | 6:07,24 | Frankreich Bruno Boucher Bruno Lebeda Roland Galliac Thierry Renault                                                                                                | 6:07,50 |
| Zweier ohne Steuermann (M2-)                 | Deutsche Demokratische Republik Thomas Jung Uwe Kellner | 6:39,95 | Vereinigtes Königreich Simon Berrisford Steven Redgrave | 6:42,84 | Österreich Karl Sinzinger Hermann Bauer | 6:43,40 |
| Zweier mit Steuermann (M2+)                  | Italien Carmine Abbagnale Giuseppe Abbagnale Giuseppe Di Capua (Stm.)                                                                                          | 6:54,81 | Rumänien Dragoș Neagu Ioan Șnep Marin Gheorghe (Stm.) | 6:56,90 | Jugoslawien Milan Janša Robert Krasovec Gorazd Slivnik (Stm.) | 6:57,97 |
| Vierer ohne Steuermann (M4-)                 | Deutsche Demokratische Republik Jens Luedecke Thomas Greiner Ralf Brudel Olaf Förster                                                                          | 6:06,94 | Vereinigte Staaten Raoul Rodriguez Thomas Bohrer Richard Kennelly John Rusher                                                                                        | 6:07,92 | Neuseeland Bill Coventry Ian Wright Alistair MacIntosh Campbell Clayton-Greene                                                                                      | 6:08,63 |
| Leichtgewichts-Vierer ohne Steuermann (LM4-) | BR Deutschland Klaus Altena Stephan Fahrig Michael Buchheit Bernhard Stomporowski                                                                              | 6:28,70 | Italien Nerio Gainotti Alfredo Striani Dario Longhin Mauro Torta | 6:32,36 | Vereinigtes Königreich Nicholas Strange Nicholas Howe Rob Williams Stuart Forbes                                                                                    | 6:34,35 |
| Vierer mit Steuermann (M4+)                  | Rumänien Vasile Năstase Dimitrie Popescu Valentin Robu Vasile Tomoiagă Marin Gheorghe (Stm.)                                                                   | 6:14,90 | Tschechoslowakei Michal Šubrt Pavel Menšík Dušan Vičík Dušan Macháček Jiří Pták (Stm.)                                                                               | 6:17,37 | Vereinigtes Königreich Steve Turner Matthew Pinsent Gavin Stewart Terence Dillon Vaughan Thomas (Stm.)                                                              | 6:17,57 |
| Achter (M8+)                                 | BR Deutschland Jörg Puttlitz Norbert Keßlau Martin Steffes-Mies Dirk Balster Frank Dietrich Mark Mauerwerk Ansgar Wessling Roland Baar Manfred Klein (Stm.)    | 5:43,88 | Deutsche Demokratische Republik Stefan Schulz Mario Grüssel Roland Schröder Thomas Woddow Mario Kliesch Holger Rose Thomas Bänsch Hans Sennewald Peter Thiede (Stm.) | 5:45,70 | Vereinigtes Königreich Timothy Foster Matthew Brittin Jim Walker Anton Obholzer Jonny Singfield Richard Phelps Jonathan Searle Jonathan Hulls Adrian Ellison (Stm.) | 5:47,01 |
| Leichtgewichts-Achter (LM8+)                 | Italien Enrico Barbaranelli Roberto Romanini Franco Falossi Danilo Fraquelli Vittorio Torcellan Carlo Gaddi Andrea Re Fabrizio Ravasi Giuseppe Lamberti (Stm.) | 5:47,95 | Dänemark Bo Vestergaard Svend Blitskov Jens Lindhardt Lars Rasmussen Flemming Meyer Michael Sørensen Vagn Nielsen Niels Henriksen Stephen Masters (Stm.)             | 5:49,38 | BR Deutschland Alexander Trautmann Felix Prinz Detlef Glitsch Ingo Grevemeyer Udo Hennig Sebastian Franke Thomas Palm Erik Ring Jörg Dederding (Stm.)               | 5:51,15 |

### Frauen
| Bootsklasse                                  | Gold | Gold    | Silber | Silber  | Bronze | Bronze  |
| -------------------------------------------- | --- | ------- | --- | ------- | --- | ------- |
| Einer (W1x)                                  | Rumänien Elisabeta Lipă | 7:27,96 | Deutsche Demokratische Republik Birgit Peter | 7:31,47 | Ungarn Katalin Sarlós                                                                                       | 7:34,15 |
| Leichtgewichts-Einer (LW1x)                  | Vereinigte Staaten Kristine Karlson | 8:01,12 | Belgien Rita Defauw | 8:03,14 | Niederlande Laurien Vermulst                                                                                | 8:04,78 |
| Doppelzweier (W2x)                           | Deutsche Demokratische Republik Jana Sorgers Beate Schramm                                                                                           | 7:01,71 | Rumänien Veronica Cochela Elisabeta Lipă | 7:07,32 | Bulgarien Pawlina Alexandrowa Magdalena Georgiewa                                                           | 7:11,55 |
| Leichtgewichts-Doppelzweier (LW2x)           | Vereinigte Staaten Carey Sands-Marden Kristine Karlson                                                                                               | 7:11,04 | Neuseeland Philippa Baker Linda de Jong | 7:13,70 | BR Deutschland Christiane Weber Alrun Urbach                                                                | 7:14,94 |
| Doppelvierer (W4x)                           | Deutsche Demokratische Republik Kathrin Boron Sybille Schmidt Jutta Behrendt Jana Thieme                                                             | 6:16,62 | Sowjetunion Natalia Kwasja Marja Omeljanowitsch Switlana Masij Iryna Kalimbet                                                                                       | 6:22,39 | Bulgarien Pawlina Alexandrowa Magdalena Georgiewa Galina Yahorowa Krasimira Totschewa                       | 6:23,63 |
| Zweier ohne Steuerfrau (W2-)                 | Deutsche Demokratische Republik Kathrin Haacker Judith Zeidler                                                                                       | 7:26,97 | Rumänien Doina Bălan Marioara Trașcă | 7:30,70 | BR Deutschland Stefani Werremeier Ingeburg Althoff                                                          | 7:31,13 |
| Vierer ohne Steuerfrau (W4-)                 | Deutsche Demokratische Republik Christiane Harzendorf Ina Justh Annegret Strauch Ute Wagner                                                          | 6:45,81 | Volksrepublik China Cao Mianying Hu Yadong Liu Xirong Zhou Shouying                                                                                                 | 6:48,45 | Rumänien Adriana Bazon Mihaela Armășescu Livia Leonte Viorica Neculai                                       | 6:50,58 |
| Leichtgewichts-Vierer ohne Steuerfrau (LW4-) | Volksrepublik China Liang Sanmei Zeng Meilan Zhang Huajie Lin Zhi-Ai                                                                                 | 7:01,70 | Vereinigtes Königreich Sue Key Rachel Hirst Joanna Toch Katharine Brownlow                                                                                          | 7:04,88 | BR Deutschland Karin Zobeley Cornelia Cichy Ute Zobeley Claudia Engels                                      | 7:06,12 |
| Achter (W8+)                                 | Rumänien Doina Bălan Marioara Trașcă Anca Tănase Georgeta Soare Adriana Bazon Viorica Neculai Livia Leonte Mihaela Armășescu Ecaterina Oancia (Stf.) | 6:07,92 | Deutsche Demokratische Republik Liane Justh Ute Wild Ina Grapenthin Annette Hohn Anja Kluge Katrin Schröder Ramona Balthasar Martina Walther Daniela Neunast (Stf.) | 6:08,19 | Volksrepublik China Cao Mianying Zhou Xiuhua Liu Xirong He Yanwen Guo Yang Xiao Hu Yadong Li Ronghua (Stf.) | 6:11,84 |

## Medaillenspiegel
| Platz | Land                            | Gold | Silber | Bronze | Gesamt |
| ----- | ------------------------------- | ---- | ------ | ------ | ------ |
| 1     | Deutsche Demokratische Republik | 7    | 3      |        | 10     |
| 2     | Rumänien                        | 3    | 3      | 1      | 7      |
| 3     | BR Deutschland                  | 3    |        | 5      | 8      |
| 4     | Italien                         | 2    | 2      |        | 4      |
| 5     | Niederlande                     | 2    | 1      | 1      | 4      |
| 6     | Vereinigte Staaten              | 2    | 1      |        | 3      |
| 7     | Volksrepublik China             | 1    | 1      | 1      | 3      |
| 8     | Österreich                      | 1    |        | 2      | 3      |
| 9     | Norwegen                        | 1    |        |        | 1      |
| 10    | Vereinigtes Königreich          |      | 2      | 3      | 5      |
| 11    | Tschechoslowakei                |      | 2      | 1      | 3      |
| 12    | Belgien                         |      | 2      |        | 2      |
| 13    | Neuseeland                      |      | 1      | 1      | 2      |
| 13    | Sowjetunion                     |      | 1      | 1      | 2      |
| 15    | Dänemark                        |      | 1      |        | 1      |
| 15    | Spanien                         |      | 1      |        | 1      |
| 15    | Schweiz                         |      | 1      |        | 1      |
| 18    | Bulgarien                       |      |        | 2      | 2      |
| 19    | Frankreich                      |      |        | 1      | 1      |
| 19    | Ungarn                          |      |        | 1      | 1      |
| 19    | Schweden                        |      |        | 1      | 1      |
| 19    | Jugoslawien                     |      |        | 1      | 1      |
| Summe | Summe                           | 22   | 22     | 22     | 66     |